# San Miguel de Cuyes
San Miguel de Cuyes ist eine Ortschaft und eine Parroquia rural („ländliches Kirchspiel“) im Kanton Gualaquiza der ecuadorianischen Provinz Morona Santiago. Die Parroquia besitzt eine Fläche von 281,84 km². Die Einwohnerzahl lag im Jahr 2010 bei 184.

## Lage
Die Parroquia San Miguel de Cuyes liegt an der Ostflanke der Cordillera Real. Das Areal erstreckt sich über das obere Einzugsgebiet des Río Cuyes, rechter Quellfluss des Río Bomboiza. Entlang der westlichen Verwaltungsgrenze verläuft der Hauptkamm der Cordillera Real mit Höhen von bis zu 4000 m. Der etwa 2040 m hoch gelegene Hauptort befindet sich nördlich des Río Cuyes 28 km westnordwestlich vom Kantonshauptort Gualaquiza.
Die Parroquia San Miguel de Cuyes grenzt im Südwesten an die Provinz Zamora Chinchipe mit der Parroquia Tutupali (Kanton Yacuambi), im Westen und im Norden an die Provinz Azuay mit den Parroquias Cochapata und Nabón (Kanton Nabón) und Jima (Kanton Sígsig), im Nordosten an die Parroquia Bermejos sowie im Südosten an die Parroquia Amazonas.

## Geschichte
Die Parroquia San Miguel de Cuyes wurde am 11. Februar 1963 eingerichtet. Zuvor war das Gebiet Teil der Parroquia Amazonas.